# Міхалувек (Зґерський повіт)
Міхалувек (пол. Michałówek) — село в Польщі, у гміні Стрикув Зґерського повіту Лодзинського воєводства.
Населення — 224 особи (2011).
У 1975-1998 роках село належало до Лодзинського воєводства.

## Демографія
Демографічна структура станом на 31 березня 2011 року:
|          | Загалом | Допрацездатний вік | Працездатний вік | Постпрацездатний вік |
| -------- | ------- | ------------------ | ---------------- | -------------------- |
| Чоловіки | 107     | 27                 | 72               | 8                    |
| Жінки    | 117     | 23                 | 72               | 22                   |
| Разом    | 224     | 50                 | 144              | 30                   |